# Toxic Attraction
Toxic Attraction – nieaktywny, żeński tag team w profesjonalnym wrestlingu, w którego skład wchodziły Gigi Dolin i Jacy Jayne. Przed rozpadem występowały w federacji WWE, przynależąc do brandu NXT. Oryginalnie częścią ugrupowania była również Mandy Rose, która pełniła funkcję lidera grupy.
Zaraz po debiucie w drugiej połowie 2021, grupa szybko stała się jednym z filarów oddziału NXT. Na czele ugrupowania stanęła Mandy Rose, która błyskawicznie przechwyciła NXT Women’s Championship. Gigi Dolin i Jacy Jayne zdołały dwukrotnie zdobyć NXT Women’s Tag Team Championship, trzymając mistrzostwo przez 158 dni, co jest drugim najdłuższym panowaniem w historii mistrzostwa.

## Historia

### WWE (2021–2023)

#### Formacja
13 lipca 2021 zawodniczka brandu Raw Mandy Rose niespodziewanie pojawiła się na odcinku NXT, obserwując pojedynek Sarray z Gigi Dolin. PWInsider następnie poinformowało, że Rose została oficjalnie przeniesiona do brandu NXT. W następnym miesiącu zawarła sojusz z Gigi Dolin i Jacy Jayne, który we wrześniu nazwano Toxic Attraction, a jego stowarzyszone okrzyknęły się „przyszłością” dywizji kobiet NXT.  

#### Triumfy w mistrzostwach (2021–2023)
28 września na NXT 2.0 Jayne i Dolin rzuciły wyzwanie o NXT Women’s Tag Team Championship ówczesnym posiadaczkom Io Shirai i Zoey Stark, przegrywając. Rose następnie rozpoczęła rywalizację z mistrzynią kobiet NXT Raquel González. Na Halloween Havoc pokonała González w Chucky's choice Trick or Street Fight matchu, zdobywając NXT Women’s Championship, swoje pierwsze mistrzostwo w karierze, podczas gdy Dolin i Jayne zdobyły NXT Women’s Tag Team Championship, z rąk Io Shirai i Zoey Stark, w Ladder Triple Threat Tag Team matchu, którego częścią były również Indi Hartwell i Persia Pirotta, co uczyniło ich pierwszą drużyną w historii WWE, która kiedykolwiek trzymała wszystkie tytuły mistrzowskie kobiet brandu NXT jednocześnie. 
Rose kontynuowała swoje panowanie jako mistrzyni, broniąc swojego wyróżnienia przeciwko Corze Jade i Raquel González na NXT: New Year’s Evil, Kay Lee Ray na odcinku NXT 2.0 z 8 lutego, a następnie podjęła się obrony mistrzostwa na NXT Stand & Deliver w fatal 4-way matchu, zwyciężając Ray, Io Shirai i Corę Jade. W trakcie pozostałe dwie członkinie zatriumfowały nad Indi Hartwell i Persią Pirottą podczas NXT: Vengeance Day, zachowując mistrzostwa NXT Women’s Tag Team. NXT Stand & Deliver przyniosło im jednak porażkę w starciu z Dakotą Kai i Raquel González, po ingerencji Wendy Choo, wskutek czego utraciły tytuły mistrzowskie. Trzy dni później udało im się odzyskać złoto w walce rewanżowej. Rywalizacja z Choo stała się główną komplikacją w działaniach Toxic Attraction przez następne tygodnie. Doprowadziło to do walki, w której Dolin i Jayne obroniły swoje miano mistrzyń, zmagając się z Roxanne Perez i Wendy Choo, 10 maja na NXT 2.0. Choo bezskutecznie wyzwała Rose do pojedynku o NXT Women’s Championship na NXT In Your House. W międzyczasie, podczas tego samego wydarzenia, Jayne i Dolin położyły na szali swoje NXT Women’s Tag Team Championship w zwycięskim zmaganiu przeciwko Katanie Chance i Kayden Carter. Nie udało im się dokonać tego samego na specjalnym odcinku NXT 2.0: The Great American Bash, podczas którego przegrały mistrzostwa na rzecz Cory Jade i Roxanne Perez. W sierpniu podjęły nieudanej próby odzyskania mistrzostw w Fatal 4-way elimination tag team matchu, który wygrały Katana Chance i Kayden Carter. 
19 sierpnia Dolin i Jayne zadebiutowały na SmackDown, zastępując Nikkitę Lyons i Zoey Stark w turnieju o zawieszone WWE Women’s Tag Team Championship. Pokonały Natalyę i Sonyę Deville w rundzie ćwierćfinałowej. Zostały jednak wykluczone z akcji w dalszej części turnieju. 
4 września na Worlds Collide Rose zunifikowała NXT Women’s Championship z NXT UK Women’s Championship, zwyciężając Triple Threat match przeciwko mistrzyni NXT UK Meiko Satomurze i Blair Davenport. W październiku rywalizowała z Albą Fyre (wcześniej znaną jako Kay Lee Ray), pokonując ją w dwóch mistrzowskich pojedynkach: na Halloween Havoc oraz na odcinku NXT w stypulacji Last Woman Standing. 13 grudnia została wyzwana do walki przez nową pretendentkę do tytułu, Roxanne Perez. Obie zmierzyły się ze sobą jeszcze tego samego dnia, gdzie Rose utraciła NXT Women’s Championship po 413 dniach, co uczyniło ją trzecią najdłużej panującą mistrzynią w historii tytułu i jedną z najdłużej panujących mistrzyń w historii WWE. Krótko potem została zwolniona z federacji ze względu na naruszenie warunków swojej umowy. 
10 stycznia na NXT: New Year’s Evil, Jayne i Dolin wygrały battle royal o miano do walki o NXT Women’s Championship przeciwko Roxanne Perez na  Vengeance Day, gdy zarówno Jayne i Dolin wyeliminowały siebie nawzajem w tym samym czasie. Na Vengeance Day, Perez pokonała obie członkinie Toxic Attraction w Triple Threat matchu, utrzymując mistrzostwo. 7 lutego 2023 podczas odcinka NXT, Dolin i Jayne były częścią segmentu Ding Dong, Hello! prowadzonego przez Bayley, który zakończył się atakiem Jayne na swoją sojuszniczkę, co skutkowało oficjalnym końcem współpracy Toxic Attraction.

## Mistrzostwa i osiągnięcia
- Pro Wrestling Illustrated
  - PWI sklasyfikowało Rose na miejscu 21. wśród 150 najlepszych zawodniczek roku 2022[28]
  - PWI sklasyfikowało Dolin na miejscu 48. wśród 150 najlepszych zawodniczek roku 2022[28]
  - PWI sklasyfikowało Jayne na miejscu 49. wśród 150 najlepszych zawodniczek roku 2022[28]
  - PWI sklasyfikowało Dolin i Jayne na miejscu 14. wśród 100 najlepszych tag teamów roku 2022[29]

- WWE
  - (Unifed) NXT Women’s Championship (1 raz)[30] – Rose
  - NXT Women’s Tag Team Championship (2 razy)[31] – Dolin i Jayne